# 입실천
입실천(入室川)은 경상북도 경주시 외동읍 입실리의 입실마을에서 발원하여 서류 국도 제14호선의 길과 비슷하게 남서류 외동읍 중심지를 거쳐 남서류하다가 경상북도 경주시 외동읍에서 태화강의 지류인 동천(동천강 본류)으로 흘러드는 강이다.2002년 8월 31일 오후1시30분경 경상북도 경주시 외동읍 입실리 호정모텔 앞의 이 강에서 안재성(당시 16세)등 6명이 물을 건너던 중 갑자기 불어난 강물에 갇혔다가 소방관들에 의해 구조되었다. 2011년 3월 15일 외동라이온스클럽 등 7개 자생단체 회원은 이 강을 비롯한 방치된 각종 생활쓰레기를 집중적으로 수거해 깨끗한 농촌마을 조성에 기여했다. 2011년 7월 18일 이 강에서 경주소방서는 여름철 집중호우에 대비한 배수장비점검 및 조작훈련을 실시했다. 2012년 2월 6일 이 강의 둔치에서 마을별로 주민과 함께 올 한해 안녕과 건강을 기원하는 다양한 행사가 이어졌다.